# 富豪B5TL
富豪B5TL（英語：Volvo B5TL）是富豪巴士開發的低地台雙層巴士。富豪B5TL於2013年推出，是富豪B9TL的後繼型，其引擎排放達到歐盟6期標準。
富豪B5TL於2014年投入商業營運，目前主要由英國的巴士公司採用，包括位於蘇格蘭的愛丁堡，而愛爾蘭的首都都柏林也有巴士公司採用。

## 設計
富豪B5TL發展自B9TL雙層巴士，廢氣排放符合歐盟6期規格。
富豪B5TL和上一代的富豪B9TL最大的不同之處，是採用富豪自家的D5K-240型5.1公升柴油引擎取代9.3公升的富豪D9B-310型引擎。雖然新的D5K 5.1公升引擎所輸出的240匹馬力不及上一代的9.3公升引擎，但新引擎重量較輕，廢氣排放水平由歐盟4期提升為歐盟6期，能夠適應歐盟的新標準，耗油量也較低。B5TL採用采埃孚提供的ZF Ecolife Type 6AP1003B全自動波箱。
富豪B5TL的車身可根據客戶需要選擇，目前主要採用萊特巴士製造的萊特日蝕雙子星三型和亞歷山大丹尼士製造的Enviro 400 MMC。

## 後繼車型
B5TL已於2021年停產，並由BZL電動巴士取代。

## 外部連結
- london全新歐六volvo B5TL/wright Gemini 3（页面存档备份，存于）
- B5TL - Bus: Volvo Buses（页面存档备份，存于）